# 大西信介
大西 信介（おおにし しんすけ、1958年2月15日 - ）は、日本の男性脚本家。北海道出身。

## 来歴
フリーランスの助監督やビデオエディターとして活動したのち、専門学校講師を経て、1997年の特撮作品「ウルトラマンティガ」で脚本家デビュー。同番組には、旧知であった川崎郷太の誘いで参加した。ウルトラマン80の放送当時には、プロットを円谷プロに持ち込んだこともあった。
1999年には『ウルトラマンM78劇場 Love & Peace』で構成チームの1人として参加してアニメ業界入りし、2001年に特撮作品「ウルトラマンコスモス」で事実上のメインライターを務めた。OVA作品『キカイダー01 THE ANIMATION』で根元歳三と連名で脚本を手掛け、同年の『サイボーグ009 THE CYBORG SOLDIER』でテレビアニメーション作品の初シリーズ構成を務める。アニメーション作品でのキャリア初期は石ノ森章太郎作品のリメイクに関わることが多かったが、岡村天斎の監督作品や、岡田麿里の構成作品で重用されて以降は参加作の幅を広げ、様々なテレビアニメの脚本を手掛けることが増えた。

## 参加作品

### アニメ
1999年
- ウルトラマンM78劇場 Love & Peace（構成）

2001年
- キカイダー01 THE ANIMATION（脚本）
- サイボーグ009 THE CYBORG SOLDIER （シリーズ構成・脚本）

2003年
- ギルガメッシュ（脚本）

2004年
- 新ゲッターロボ（シリーズ構成・脚本）

2006年
- イノセント・ヴィーナス（シリーズ構成・脚本）
- ザ・サード 〜蒼い瞳の少女〜（シリーズ構成・脚本）
- 009-1（シリーズ構成・脚本）

2007年
- DARKER THAN BLACK -黒の契約者-（- 2008年、脚本）
- ヒロイック・エイジ（脚本）

2008年
- PERSONA -trinity soul-（脚本）

2009年
- DARKER THAN BLACK -流星の双子-（脚本）

2010年
- 閃光のナイトレイド（メインライター・脚本）

2011年
- フラクタル（脚本）
- 青の祓魔師（脚本）
- C（脚本）

2012年
- アクエリオンEVOL（脚本）
- LUPIN the Third -峰不二子という女-（脚本）
- つり球（脚本）
- クロスファイト ビーダマン（脚本）
- クロスファイト ビーダマンeS（脚本）
- 絶園のテンペスト（脚本）

2013年
- ガッチャマン クラウズ（脚本）
- ログ・ホライズン（脚本）

2014年
- M3〜ソノ黒キ鋼〜（脚本）
- 暁のヨナ（脚本）

2015年
- アルドノア・ゼロ（脚本）

2016年
- 機動戦士ガンダム 鉄血のオルフェンズ（脚本）
- 迷家-マヨイガ-（脚本）
- アクティヴレイド -機動強襲室第八係- 2nd（脚本）
- ねじ巻き精霊戦記 天鏡のアルデラミン（脚本）

2017年
- 破裏拳ポリマー（脚本）

2018年
- バジリスク 〜桜花忍法帖〜（シリーズ構成・脚本）
- 博多豚骨ラーメンズ（脚本）

2019年
- エガオノダイカ（脚本）

2021年
- ログ・ホライズン 円卓崩壊（脚本）
- プラチナエンド（脚本）

2023年
- The Legend of Heroes 閃の軌跡 Northern War（脚本）
- 七つの魔剣が支配する（脚本）

### 特撮
1996年
- ウルトラマンティガ

1997年
- ウルトラマンダイナ

1998年
- ウルトラマンガイア

1999年
- ブースカ! ブースカ!!

2001年
- ウルトラマンコスモス THE FIRST CONTACT（脚本協力）
- ウルトラマンコスモス

2006年
- 魔弾戦記リュウケンドー

2008年
- トミカヒーロー レスキューフォース

2010年
- 大魔神カノン